# Česká národní fotbalová liga 1983/1984
V soubojích 15. ročníku České národní fotbalové ligy 1983/84 se utkalo 16 týmů dvoukolovým systémem podzim–jaro.

## Konečná tabulka
Zdroj: 
| Poř. | Tým                          | Z  | V  | R | P  | VG | OG | B  |
| ---- | ---------------------------- | -- | -- | - | -- | -- | -- | -- |
| 1.   | TJ Sigma ZTS Olomouc         | 30 | 23 | 4 | 3  | 74 | 18 | 50 |
| 2.   | TJ Zbrojovka Brno            | 30 | 15 | 5 | 10 | 47 | 34 | 35 |
| 3.   | TJ Auto Škoda Mladá Boleslav | 30 | 13 | 7 | 10 | 36 | 37 | 33 |
| 4.   | TJ VTŽ Chomutov              | 30 | 13 | 5 | 12 | 49 | 41 | 31 |
| 5.   | TJ Vagonka Česká Lípa        | 30 | 14 | 3 | 13 | 46 | 42 | 31 |
| 6.   | TJ VP Frýdek-Místek          | 30 | 13 | 5 | 12 | 31 | 30 | 31 |
| 7.   | TJ Dynamo České Budějovice   | 30 | 13 | 4 | 13 | 44 | 44 | 30 |
| 8.   | TJ Škoda Plzeň               | 30 | 14 | 2 | 14 | 42 | 46 | 30 |
| 9.   | TJ TŽ Třinec                 | 30 | 10 | 9 | 11 | 34 | 40 | 29 |
| 10.  | TJ LIAZ Jablonec nad Nisou   | 30 | 12 | 4 | 14 | 46 | 43 | 28 |
| 11.  | TJ DP Xaverov                | 30 | 11 | 6 | 13 | 52 | 63 | 28 |
| 12.  | TJ VOKD Poruba               | 30 | 10 | 7 | 13 | 43 | 57 | 27 |
| 13.  | TJ Gottwaldov                | 30 | 11 | 4 | 15 | 43 | 47 | 26 |
| 14.  | VTJ Tábor                    | 30 | 9  | 7 | 14 | 35 | 44 | 25 |
| 15.  | TJ Motorlet Praha            | 30 | 9  | 6 | 15 | 36 | 49 | 24 |
| 16.  | TJ Železárny Prostějov       | 30 | 7  | 8 | 15 | 34 | 58 | 22 |

Poznámky:
- Z = Odehrané zápasy; V = Vítězství; R = Remízy; P = Prohry; VG = Vstřelené góly; OG = Obdržené góly; B = Body

|  | 1. československá fotbalová liga 1984/85 |
|  | Sestup do II. ČNFL 1984/85               |

## Soupisky mužstev

### TJ Sigma ZTS Olomouc
Jiří Doležílek (1/0),
Zdeněk Tulis (29/0) –
Miroslav Bôžik (2/0),
Zdeněk Čížek (4/0),
Jaromír Fiala (27/4),
Jiří Fiala (25/14),
Jiří Hajský (23/5),
Ladislav Jegla (5/0),
Lubomír Juřica (12/1),
Ferdinand Kadlčík (6/0),
Leoš Kalvoda (29/6),
Zdeněk Kořínek (13/0),
Ladislav Kučerňák (26/8),
Vladislav Lauda (27/22),
Jiří Malík (11/0),
Petr Mrázek (4/1),
Rudolf Muchka (11/2),
Jiří Navrátil (2/0),
Vlastimil Palička (28/0),
Ladislav Richter (15/3),
František Schneider (10/1),
Stanislav Skříček (28/3),
Radek Šindelář (12/2),
Josef Štoudek (6/0),
Oto Vyskočil (30/0) –
trenér Karel Brückner

### TJ Zbrojovka Brno
Ivo Jakš (3/0/0),
Petr Kostelník (13/0/4),
Jan Stejskal (15/0/9) –
Josef Ančinec (3/0),
Aleš Češek (15/0),
Petr Čuhel (9/2),
Libor Došek (28/2),
Tibor Duda (13/0),
Roman Hnilička (1/0),
Karel Jarůšek (20/1),
Jiří Jaroš (24/0),
Róbert Kafka (12/1),
Petr Kučera (4/0),
Karel Kroupa (16/7),
Karel Maca (5/0),
Josef Mazura (28/3),
Tibor Mičinec (10/7),
František Mikulička (26/3),
Jiří Nesvačil (19/1),
Jan Odehnal (4/0),
Rudolf Pavlík (15/6),
Jan Pavlů (15/0),
Miroslav Steinhauser (22/0),
Jindřich Svoboda (6/0),
Vladimír Šeďa (3/1),
Petr Vacenovský (8/0),
Rostislav Vojáček (4/0),
Jiří Záleský (21/11),
Libor Zelníček (17/1) –
trenér Josef Bouška (podzim 1983, 1.–15. kolo), Viliam Padúch (jaro 1984, 16.–30. kolo)

### TJ Auto Škoda Mladá Boleslav
Miroslav Stárek (13/0),
Radim Straka (17/0) –
Jaroslav Barvíř (3/0),
Ladislav Bobek (23/0),
Jan Geleta (8/0),
Ivo Hanzal (26/3),
Jiří Holakovský (1/0),
Jiří Kabyl (24/5),
Pavel Karoch (6/0),
Pavel Klain (25/2),
Petr Kostecký (8/0),
Jaroslav Kotek (29/1),
Ľudovít Krutil (24/3),
Jiří Kříž (16/1),
Petr Křivský (12/1),
Josef Pechr (7/0),
Ladislav Prostecký (20/1),
Jaroslav Rybák (7/1),
Stanislav Skopalík (1/0),
Zdeněk Srba (11/0),
Zdeněk Šmejkal (30/8),
Karel Tichý (24/1),
Josef Vinš (14/4),
Petr Vojíř (4/1),
Petr Vrabec (4/1),
Tomáš Zapletal (3/0),
Jiří Žežulka (5/0) –
trenér Petr Polák

### TJ VTŽ Chomutov
Luboš Drásta (5/0),
Václav Vrabec (25/0) –
Michal Bílek (9/0),
Lórant Csölle (6/0),
Vladimír Čermák (27/0),
Jan Friedl (3/0),
Josef Hanák (6/2),
Pavel Hanuš (2/0),
Martin Horský (28/0),
Karel Kasík (8/0),
Jiří Kubík (3/0),
Jiří Kudela (22/1),
Jan Mackal (4/0),
Miroslav Pavlov (26/4),
Zdeněk Pichner (20/1),
Jan Pitel (28/5),
Josef Raška (30/17),
Vratislav Rychtera (20/4),
František Sás (14/4),
Václav Senický (27/2),
Pavel Sojka (1/0),
Karel Svoboda (10/1),
Pavel Svoboda (12/3),
Vlastimil Svoboda (1/0),
Milan Šíp (21/4),
Jaroslav Uličný (24/0),
Jiří Weitz (1/0) –
trenér Vladimír Mirka

### TJ Vagónka Česká Lípa
Pavel Jandač (2/0),
František Zlámal (28/0) –
Jiří Bečvařík (23/0),
Zdeněk Brejcha (15/2)
Zdeněk Caudr (11/0),
Jiří Doležal (21/3),
Miroslav Dvořák (2/0),
Oto Fischer (8/1),
Vratislav Havlík (10/3),
Pavel Hora (11/1),
Pavel Jantač (1/0),
Pavel Kabát (2/0),
Stanislav Kouřil (29/17),
František Kubáň (8/2),
Jaroslav Kurej (30/5),
Ivo Lubas (8/0),
Pavel Medynský (16/1),
Zdeněk Nývlt (28/2),
Petr Ondra (12/0),
Josef Pešice (2/1),
Milan Peterka (7/0),
Igor Pintér (30/7),
Vladimír Puhlovský (4/0),
Václav Roubal (2/0),
Petr Slavík (14/0),
Oldřich Smolík (11/0),
Pavel Soukup (3/0),
Petr Šanda (28/0),
Ladislav Šerák (5/0),
Milan Urdsik (2/0),
Josef Vápeník (5/0) –
trenéři František Žůrek (1.–15. kolo) a František Cypris (16.–30. kolo)

### TJ VP Frýdek-Místek
Svatopluk Schäfer (30/0/10) –
Karel Badáň (6/0),
Vilém Bártek (1/0),
Ivo Bílek (2/0),
Jiří Brumovský (29/4),
Josef Čermák (2/0),
Radim Černoch (16/6),
Jaroslav Dobýval (3/0),
Josef Foks (24/1),
Pavel Hajný (29/0),
Rostislav Halkoci (15/0),
František Kadlček (16/5),
Zdeněk Klepáč (30/1),
Lubomír Knapp (21/2),
Igor Kuhut (3/0),
Emil Krajčík (13/0),
Jaroslav Křiva (27/2),
Pavel Poštulka (9/0),
Jiří Skokan (15/0),
Josef Sláma (28/5),
Jaromír Šeděnka (30/2),
Jozef Vančo (7/0),
Ladislav Zaduban (9/2) –
trenér Ján Zachar a Erich Cviertna, asistent Ján Barčák

### TJ Dynamo JČE České Budějovice
Roman Havlíček (6/0),
Milan Sova (25/0) –
Milan Bezkočka (5/0),
Miroslav Čížek (29/4),
Ladislav Fojtík (7/1),
Jaroslav Holý (28/12),
Josef Jodl (29/1),
Bohumil Klivanda (2/0),
Václav Korejčík (24/1),
Jiří Kotrba (30/10),
Dušan Kuba (28/8),
Václav Litvan (19/0),
Karel Melka (15/0),
Jiří Orlíček (29/4),
Petr Soucha (20/0),
Pavel Tobiáš (30/0),
Zdeněk Trněný (30/3),
Martin Wohlgemuth (13/0) –
trenér Karel Přenosil

### TJ Škoda Plzeň
Radomír Kusák (8/0),
Václav Lavička (7/0),
Ladislav Mikeš (6/0),
Milan Stehlík (10/0) –
Miroslav Anton (3/0),
Jaroslav Babka (19/0),
Jaromír Belšán (3/0),
Miroslav Beránek (29/2),
Karel Bíl (8/2),
Bohuslav Bláha (10/0),
Jaroslav Čaban (16/2),
Milan Forman (15/0),
Zdeněk Hlinčík (19/0),
Bohuslav Holík (5/0),
Jan Homola (26/12),
Jaroslav Jeřábek (23/0),
Bohuslav Kalabus (17/0),
Josef Kovačič (28/3),
Eduard Kubata (29/11),
Miroslav Moravec (5/0),
Josef Nádraský (25/5),
Miloslav Paul (22/3),
Luděk Revenda (12/1),
Stanislav Smolaga (9/0),
Jan Svoboda (11/0),
Karel Syrovátka (5/0) –
trenér František Plass

### TJ TŽ Třinec
Ivo Kopka (29/0),
Jiří Vitula (1/0) –
Josef Bomba (25/4),
Břetislav Czudek (21/0),
Tibor Daňo (10/0),
Zdeněk Dembinný (10/3),
Tadeáš Gajger (27/0),
Vladislav Gurecký (3/1),
Zdeněk Jurček (22/0),
Eduard Klimas (2/0),
Miroslav Kořistka (28/2),
Marián Krajčovič (28/2),
Karel Kuczera (1/0),
Dušan Miskovič (2/0),
Miroslav Mlejnek (28/6),
Tanas Papadopulos (12/1),
René Pastorek (15/3),
Stanislav Pecha (23/3),
Pavel Podkovčík (4/0),
Dušan Šrubař (30/2),
Richard Veverka (23/6),
Rostislav Vybíral (10/1),
Jaroslav Wojnar (1/0),
Štefan Zaťko (15/0) –
trenéři Emil Kunert

### TJ LIAZ Jablonec nad Nisou
Jaroslav Císař (1/0),
Miloš Pavlů (15/0),
Miroslav Pelta (2/0),
Milan Švenger (16/0) –
Miroslav Bedrich (26/4),
Jiří Habr (9/0),
Josef Hanák (2/1),
Zbyněk Houška (29/6),
Vratislav Chaloupka (6/1),
Zdeněk Klucký (10/0),
Antonín Král (9/0),
Heřman Kubín (4/0),
Luděk Kulhánek (26/4),
Vratislav Kyrián (13/3),
Miroslav Landa (6/2),
Jiří Macháček (5/0),
Michal Matějíček (1/0),
Jiří Novák (7/0),
Jaroslav Petrtýl (8/0),
Jaroslav Pospíšil (2/0),
Antonín Rožeň (16/0),
Jan Svoboda (10/1),
Vladimír Tábor (27/3),
Jiří Tupec (28/15),
Jiří Tymich (26/1),
Zdeněk Vlček (28/4),
Jan Vodňanský (11/1),
Oldřich Vránek (7/0),
Milan Zálešák (22/0) –
trenér Jan Musil a Vladimír Svitek, asistenti Luboš Šrejma a Vlastimil Chobot

### TJ DP Xaverov Horní Počernice
André Houška (4/0),
Milan Švec (26/0) –
Ivan Habrun (2/0),
Alois Halaška (14/5),
Dušan Herda (28/13),
Josef Houdek (30/11),
Josef Hrabovský (15/0),
Václav Hybš (30/0),
Zdeněk Hřebejk (27/3),
Jiří Chalupa (16/0),
Jan Jarkovský (10/0),
Josef Jarolím (2/0),
Josef Krejča (12/0),
Karel Mastník (25/0),
Tomáš Matějček (13/5),
Karel Nedvídek (1/0),
Petr Pecka (21/8),
Jiří Rosický (17/0),
Karel Roubíček (28/4),
Tomáš Stránský (20/3),
Petr Svoboda (1/0),
Miloš Veverka (2/0),
Karel Zajac (20/0) –
trenér Josef Piskáček

### TJ VOKD Poruba
Jan Laslop (22/0),
Josef Obal (4/0),
Jiří Richter (5/0) –
Jiří Běleš (4/0),
Ladislav Diviš (1/0),
Pavel Dlouhý (21/5),
Stanislav Dostál (5/3),
Ivo Farský (14/0),
Ladislav Hahn (2/0),
Aleš Havránek (2/0),
Jiří Köhr (5/0),
Miloslav Kopeček (12/0),
Tomáš Kosňovský (5/0),
Zdeněk Kročil (27/1),
Petr Krotki (21/0),
Dalibor Kusák (1/0),
Aleš Laušman (2/0),
Rostislav Lhoťan (8/3),
Karel Mrázek (24/3),
Josef Nedabýlek (20/2),
Petr Nesrsta (29/14),
Jiří Pála (25/1),
Leonidas Pavlidis (21/5),
Zbyněk Sekera (3/0),
Pavel Sláma (29/3),
Jiří Stanczo (3/0),
Vít Straka (2/0),
Pravoslav Sukač (21/2),
Milan Škultéty (2/0),
Lubomír Václavek (18/0),
Jiří Žíla (24/1) –
trenér František Šindelář

### TJ Gottwaldov
Alois Máčala (11/0),
Jan Musil (20/0) –
Pavel Altman (1/0),
Ivan Blaha (27/1),
Michal Botlík (13/20),
Miroslav Bureš (24/5),
Ludevít Grmela (6/0),
Jan Kouřil (12/6),
Miroslav Kouřil (19/4),
Libor Kučera (13/1),
Roman Linda (11/1),
Zdeněk Lorenc (13/9),
Radek Novák (28/3),
Lubomír Odehnal (12/2),
Bohumil Páník (12/0),
Petr Podaný (22/1),
Antonín Příkaský (8/1),
Luboš Stockenger (3/0),
Vladimír Straka (26/4),
Jaroslav Šebestík (7/0),
Zdeněk Školoudík (11/0),
Radomír Učeň (1/0),
Miroslav Vybíral (23/1),
Miroslav Žůrek (11/0),
Zdeněk Žůrek (22/2) –
trenér Jan Fábera a František Žůrek

### VTJ Tábor
Miroslav Bednařík (3/0),
Jiří Jurčík (12/0),
Ladislav Macho (12/0),
Miroslav Pelta (1/0),
Martin Vácha (12/0),
Ivan Závracký (1/0) –
Peter Bartoš (14/1),
Attila Belanský (14/1),
Bronislav Blaha (19/4),
Jindřich Bureš (28/0),
Jozef Czuczor (19/5),
Alois Grussmann (23/3),
Lumír Havránek (16/0),
Dušan Horváth (12/2),
Marián Jozef (11/0),
Pavel Karoch (11/0),
Bohuš Keler (10/0),
Pavel Korejčík (3/0),
Marián Krajčík (6/0),
Milan Kušnír (5/0),
Aleš Laušman (10/1),
Oldřich Machala (16/0),
Jan Orgoník (4/0),
Josef Pospíšil (7/0),
Antonín Rosa (3/0),
Peter Sabol (1/0),
Vladimír Sadílek (7/0),
Roman Sialini (25/4),
Václav Smoček (8/1),
Peter Šoltés (6/1),
Zdeněk Urban (6/2),
Josef Valkoun (15/2),
Michal Váňa (4/2),
Milan Vinopal (13/0),
Petr Vrabec (21/4),
Zbyněk Záveský (8/1),
Ľubomír Zrubec (13/1) –
trenér Otakar Sokol a Jaroslav Kozačka

### TJ Motorlet Praha
Václav Kaucký (7/0),
Bohumil Kučera (23/0) –
František Adamíček (29/6),
Antonín Balšánek (11/0),
Jaroslav Bárta (6/2),
Zdeněk Findejs (9/2),
Petr Firický (18/1),
Josef Hrabovský (14/0),
Vratislav Chaloupka (3/0),
Miroslav Jeřábek (26/1),
Jaroslav Kadlec (26/4),
Miroslav Krolop (24/1),
Zdeněk Krupka (19/0),
Miroslav Landa (15/1),
Zdeněk Mikuš (23/6),
František Patlejch (26/2),
Zdeněk Peclinovský (26/5),
Zdeněk Pechar (18/1),
Lubomír Popluhár (1/0),
Jiří Rychtařík (25/0),
Radek Šindelář (6/2),
Jiří Tůma (1/0),
Milan Vdovjak (22/2) –
trenér Josef Forejt

### TJ Železárny Prostějov
Miroslav Hodina (4/0),
Josef Hron (27/0) –
Michal Čermák (27/2),
Zdeněk Čížek (10/2),
Jindřich Dvořák (10/5),
Petr Hájek (1/0),
Zdeněk Jareš (30/4),
Pavel Kaprál (9/0),
Miloš Krupička (27/0),
Evžen Kučera (5/0),
Luboš Kučerňák (4/0),
Luděk Lošťák (11/0),
Josef Mezlík (29/0),
Jiří Navrátil (22/0),
Milan Nekuda (29/1),
Bohumil Ošťádal (16/3),
Roman Prosser (25/4),
Ladislav Rosskohl (12/0),
Pavel Růžička (14/0),
Robert Sivoň (1/0),
Stanislav Smolaga (10/0),
Miroslav Večera (5/1),
Miroslav Vozňák (30/10),
Jindřich Vrba (12/0),
Bohumil Zemánek (14/2) –
trenér Ivan Čech, od jara Jiří Rubáš